# Наурызбаев, Хакимжан Исмаханович

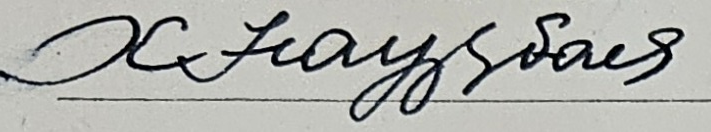
Подпись Наурызбаева

Хакимжа́н Исмаха́нович (Есимха́нович) Наурызба́ев (Наурзба́ев) (27 августа 1925, аул № 1, Мендыгаринский район, Кустанайская область — 4 сентября 2009, Алма-Ата) — советский и казахстанский скульптор, народный художник Казахской ССР (1969), заслуженный деятель искусств Казахской ССР (1960). Первый профессиональный скульптор-казах, один из первых создателей национального монументального искусства в Казахстане.

## Биография

### Учёба

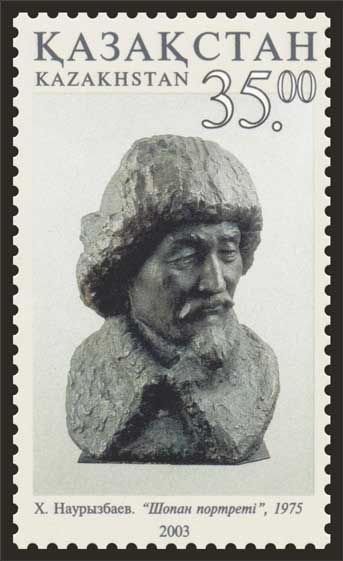
Портрет чабана, почтовая марка Казахстана, 2003 год

В родном районе Хакимжан Наурызбаев лепил бюсты руководителей страны, которые стояли на столе председателя колхоза и продавались в поселковом магазине. Он разглядывал фотографии, а затем набирал глину и по памяти лепил. Его работы отправлялись на районные конкурсы, где имели успех. Бюсты вождей Наурызбаева увидел глава Совнаркома Казахской ССР Нуртас Ундасынов. По воспоминаниям Хакимжана Наурызбаева:
В 1942 году нашим районом было собрано много средств в фонд обороны и Ундасынов привёз правительственную поздравительную телеграмму. Случайно увидев мои работы, он сказал: этот мальчик должен учиться.
В мае 1943 года за Наурызбаевым приехал «чёрный воронок», который отвёз его на вокзал к поезду, который шёл в Алма-Ату. Ундасынов настоял, чтобы юного скульптора приняли в Алма-Атинское художественное училище. В приёмную комиссию училища, которую возглавляла харьковский скульптор Ольга Кудрявцева, Наурызбаев пришёл с вокзала босиком. В одной руке он держал мешок со скарбом и своими работами, в другой — ботинки.
Познакомившись с его работами Ольга Кудрявцева написала в записке к Ундасынову:
Этот мальчик уже знает всё, чему на данный момент могут научить в Алма-Ате. Он должен ехать в Москву в архитектурный институт.
Тем же летом его отправили в Москву с другой талантливой молодёжью, однако его не допустили к вступительным экзаменам из-за отсутствия среднего образования. Вахтёр общежития устроил его кочегаром в институте.
Так год я кочегарил, в три часа ночи вставал, до восьми утра работал, потом шёл мыться в Сандуновские бани, а к девяти приходил на занятия подготовительных курсов.
На помощь Наурызбаеву пришла Ольга Кудрявцева, которая стала ректором Харьковского государственного художественного института и пригласила Хакимжана на учёбу. В 1951 году он окончил институт.

### Советский период
В 1951 году вступил в КПСС. В 1952—1966 годах работал преподавателем Алма-Атинского художественного училища. Среди его учеников: скульпторы Т. С. Досмагамбетов, Б. А. Тулеков.
С 1952 года являлся членом Союза художников СССР, в 1952—1954 годах — председатель правления Союза художников Казахской ССР, в 1959—1965 годах — член правления Союза художников СССР, в 1961—1965 годах — член комитета по Ленинским премиям.

### Памятник Абаю

Памятник Абаю в Алма-Ате

В начале 1950-х годов был объявлен конкурс на памятник Абаю в Алма-Ате. Наурызбаев рассказывал:
Памятник планировали открыть к 1954 году, когда отмечалось пятидесятилетие со дня смерти Абая. Тогда же был объявлен конкурс на лучший образ Абая. Я принял в нём участие и мои работы понравились. Одну из них поставили в оперном театре. Сейчас она куда-то исчезла. Даже не могу сказать, где она.
Однако памятник было решено поставить только в 1960 году — к 115-летию со дня рождения Абая. Претендентов было много, но создавать монумент поручили Наурызбаеву. Так как памятник Абаю должен был стать первым монументом города, встал вопрос, где найти мастерские, в которых можно было сделать памятник общей высотой 13,7 м.
Я присмотрел механические мастерские при сельскохозяйственном институте. Там мне выделили что-то наподобие тамбура. Тамбур был узенький, но с высоким потолком. Рабочие мастерских называли это пространство «бочкой». Когда памятник был готов, они мне сказали, что гордятся тем фактом, что Абай был создан в их «бочке».
Перед началом работы скульптор ездил на родину Абая, общался с местными аксакалами, по возвращения в Алма-Ату обратился в Академию наук с просьбой по рекомендовать ему консультанта. Ему рекомендовали родственника Абая, писателя Мухтара Ауэзова, который согласился консультировать Наурызбаева. Каждое утро по пути на работу скульптор заходил к Ауэзову в дом, где сейчас расположен дом-музей Ауэзова.
Писатель почти каждый день приходил в механические мастерские вместе с другими писателями, художниками, гостями из других республик. Из-за тесноты помещения всего Абая разглядеть было невозможно, Ауэзов одобрительно кивал и говорил, что всё хорошо. Когда работа над памятником была закончена, его транспортировали во двор мастерских. Приехали специалисты с ленинградского завода «Монумент-скульптура», где должны были отливать памятник из бронзы, и готовились его забрать. Скульптор позвонил Ауэзову, и тот пришёл, как обычно, со своими гостями. На этот раз писатель резко раскритиковал всю работу, увидев её целиком. Наурызбаев сильно расстроился, примерно через десять дней он доделал работу и вновь пригласил Ауэзова. «Вот это — Абай» — сказал писатель.

## Творчество

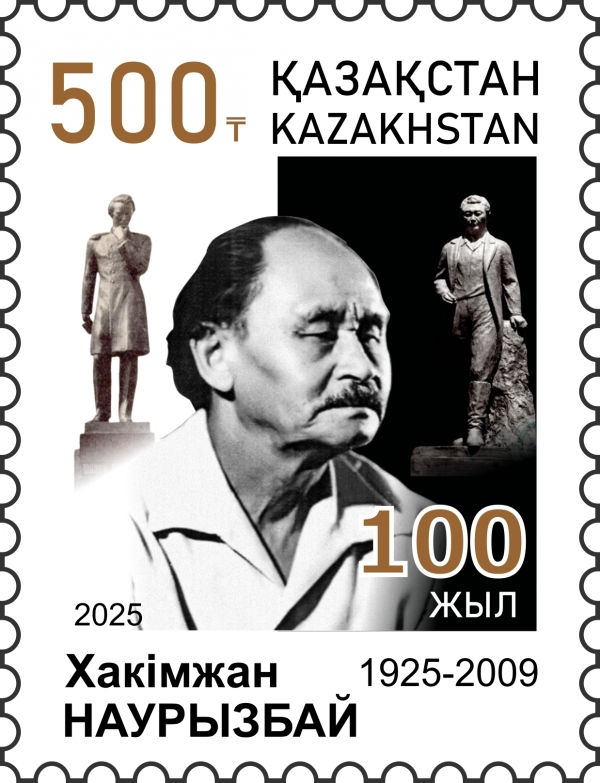
Казахстанская почтовая марка к 100-летию Наурызбаева

Наурызбаевым созданы памятники Абаю (1960), Чокану Валиханову (1969, Государственная премия Казахской ССР 1970 года), М. И. Калинину (1971, совместно с В. Ю. Рахмановым) в Алма-Ате, Джамбулу Джабаеву (1963) в Таразе, В. И. Ленину в посёлке Жансугуров Алматинской области, отмеченные органичной целостностью образного решения и пластичностью скульптуры.
Тщательную моделировку формы, сложную психологическую характеристику содержат исторические портреты: «Мальчик Джамбул» (1957), «Амангельды Иманов» (1958), «Курмангазы» (1958), «Сакен Сейфуллин» (1965), «Чокан Валиханов» (1966).
Большой интерес скульптора к внутренней организации личности, передаче типичных черт натуры выявляют портреты поэтессы М. Хакимжановой (1963), Героя Социалистического Труда К. Б. Доненбаевой (1972), В. И. Ленина (1973), Героя Советского Союза М. Маметовой (1985), дважды Героя Социалистического Труда И. Жахаева и другие.

## Награды

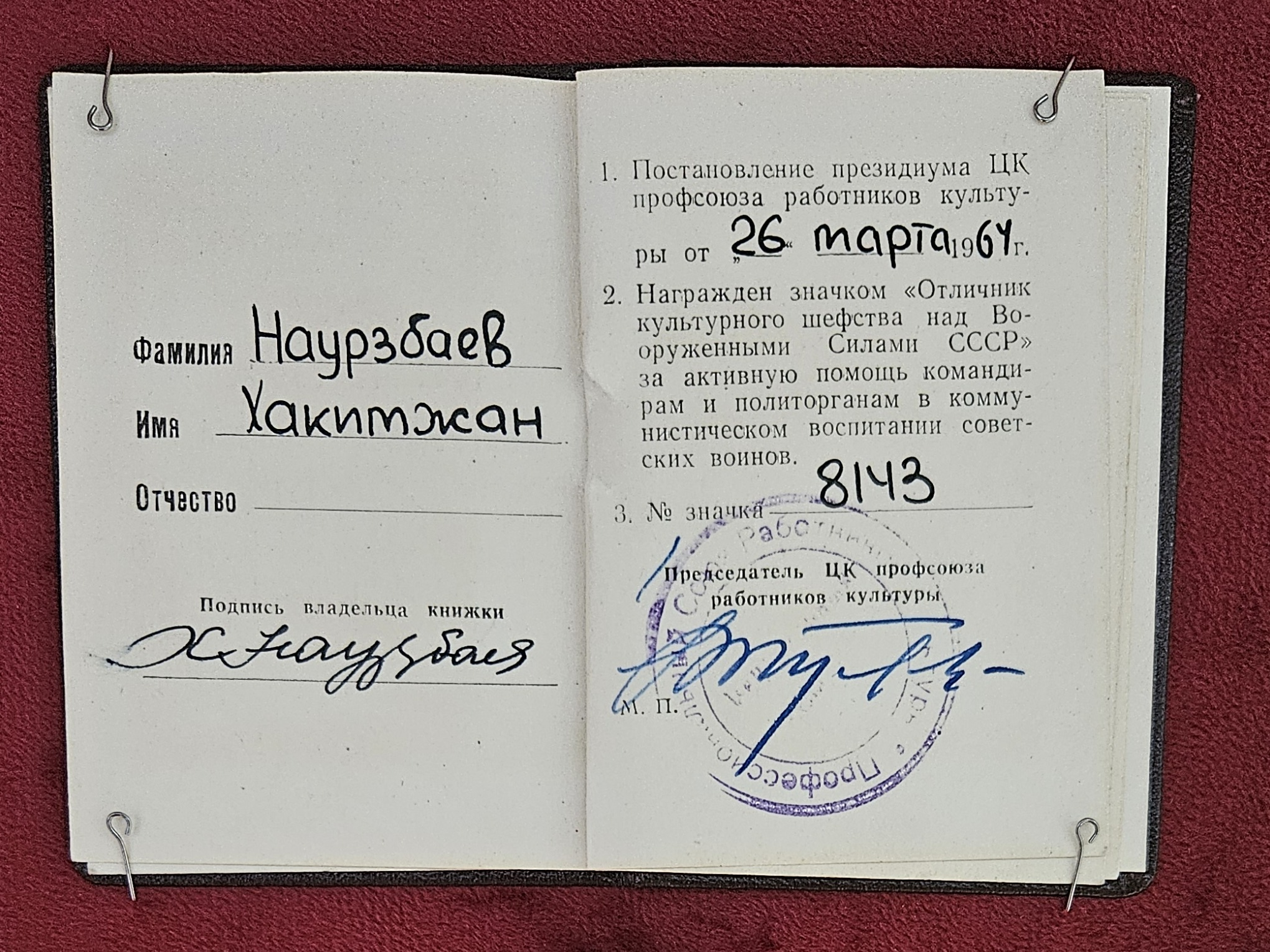
Сертификат награждения Наурызбаева (Наурзбаева) значком «Отличник культурного шефства над Вооружёнными силами СССР», Центральный Государственный музей Республики Казахстан, Алматы

- Премия «Тарлан» за вклад в изобразительное искусство (2006)
- Орден Октябрьской Революции (26 августа 1985)
- Орден Трудового Красного Знамени (2 июля 1971)[1]
- Государственная премия Казахской ССР имени Ч. Ч. Валиханова в области изобразительного искусства и архитектуры (1970)[3]
- Народный художник Казахской ССР (1969)
- Заслуженный деятель искусств Казахской ССР (1960)
- Орден «Знак Почёта» (3 января 1959) — за выдающиеся заслуги в развитии казахского искусства и литературы и в связи с декадой казахского искусства и литературы в гор. Москве[1]
- Орден Парасат
- Медали